# Hwawon-myeon
Hwawon-myeon (koreanska: 화원면) är en socken i Sydkorea. Den ligger i kommunen Haenam-gun i provinsen Södra Jeolla, i den södra delen av landet, 325 km söder om huvudstaden Seoul.